# 陆懋德
陸懋德（1885年—1961年），別號詠沂，山東歷城人。

## 生平
国立清华大学國學研究院畢業。1902年任山东高等学堂教习，后任北京大学教授、清史馆纂修等。早年研究甲骨文，1923年發表《甲骨文之歷史及其價值》，將商代龜甲、獸骨上刻劃的文字定名“甲骨文”。著有《史學方法大綱》。1937年后，历任西安临时大学、西北联合大学、西北师范学院、西北大学历史系教授、系主任。以教授身份从北京师范大学退休。